# Selhurst Park
Selhurst Park est un stade de football localisé dans la banlieue sud-est de Londres, dans le district de Croydon.
C'est l'enceinte du club de Crystal Palace Football Club.

## Histoire
Ce stade de 26 309 places fut inauguré le 30 août 1924. Le record d'affluence est de 51 482 spectateurs le 11 mai 1979 pour un match de championnat de D2 Crystal Palace Football Club-Burnley FC.
Le terrain fut équipé d'un système d'éclairage pour les matchs en nocturne en septembre 1953.